# Суперкубок Ісландії з футболу 1988
Суперкубок Ісландії з футболу 1988 — 20-й розіграш турніру. Матч відбувся 12 травня 1988 року між чемпіоном Ісландії клубом Валюр та володарем кубка Ісландії клубом Фрам.
| Володар Суперкубка Ісландії 1988 |
| -------------------------------- |
|                                  |
| Валюр Третій титул               |

## Матч

### Деталі
| 12 травня 1988 |

| Валюр                                      | 4:3 дч   | Фрам                                |
| ------------------------------------------ | -------- | ----------------------------------- |
| Бергс 36', 90', 103' Сігватссон 62' (пен.) | Протокол | Ормслев 39' (пен.), 72' (пен.), 80' |

| Лаугардалсволлур, Рейк'явік |